# Anolisar
Anolisar (Anolis) är ett släkte i familjen Polychrotidae som tillhör ordningen fjällbärande kräldjur. Dessa ödlor förekommer från södra och sydöstra USA över Mexiko och Centralamerika till Sydamerika. Flera arter lever på öar i Västindien. Medlemmarna är vanligen smala med lång svans som motsvarar 60 procent av hela längden. Hannar har oftast en säck vid strupen som kan ställas upp med hjälp av tungbenet och som vanligen har en annan färg än övriga kroppen. Honor har bara en liten säck eller saknar den helt. Från denna regel finns undantag till exempel har honor av A. valencienni en stor säck och hos A. bartschi, samt A. bahorucoensis har vissa hannar ingen säck. Säcken används under parningstiden för att imponera eller för att hota motståndare av samma kön. Grön anolis (Anolis carolinensis) är vanlig som husdjur i terrarium. Vissa arter har liksom kameleonter förmåga att byta kroppsfärg.
Anolisar har liksom geckoödlor tår med häftförmåga och kan klättra på jämförelsevis plana ytor. Dessa ödlor suger sig inte fast utan använder sig av van der Waals-krafter.
Arternas längd varierar mellan något under tio centimeter till lite över trettio centimeter.
Anolisar klättrar främst i träd och buskar men ibland vistas de på marken. Inom släktet finns arter som är specialiserade på regntiden och andra arter som är aktiva under den torra perioden. Under tiden som de inte föredrar vilar de i ett gömställe. Honor av alla tillhörande arter lägger ägg. Vanligen lämnas två till fyra ägg på samma plats. Äggen göms bland annat i epifyter, under bark eller på en skyddad plats på marken.
Till släktet räknas över 200 arter.

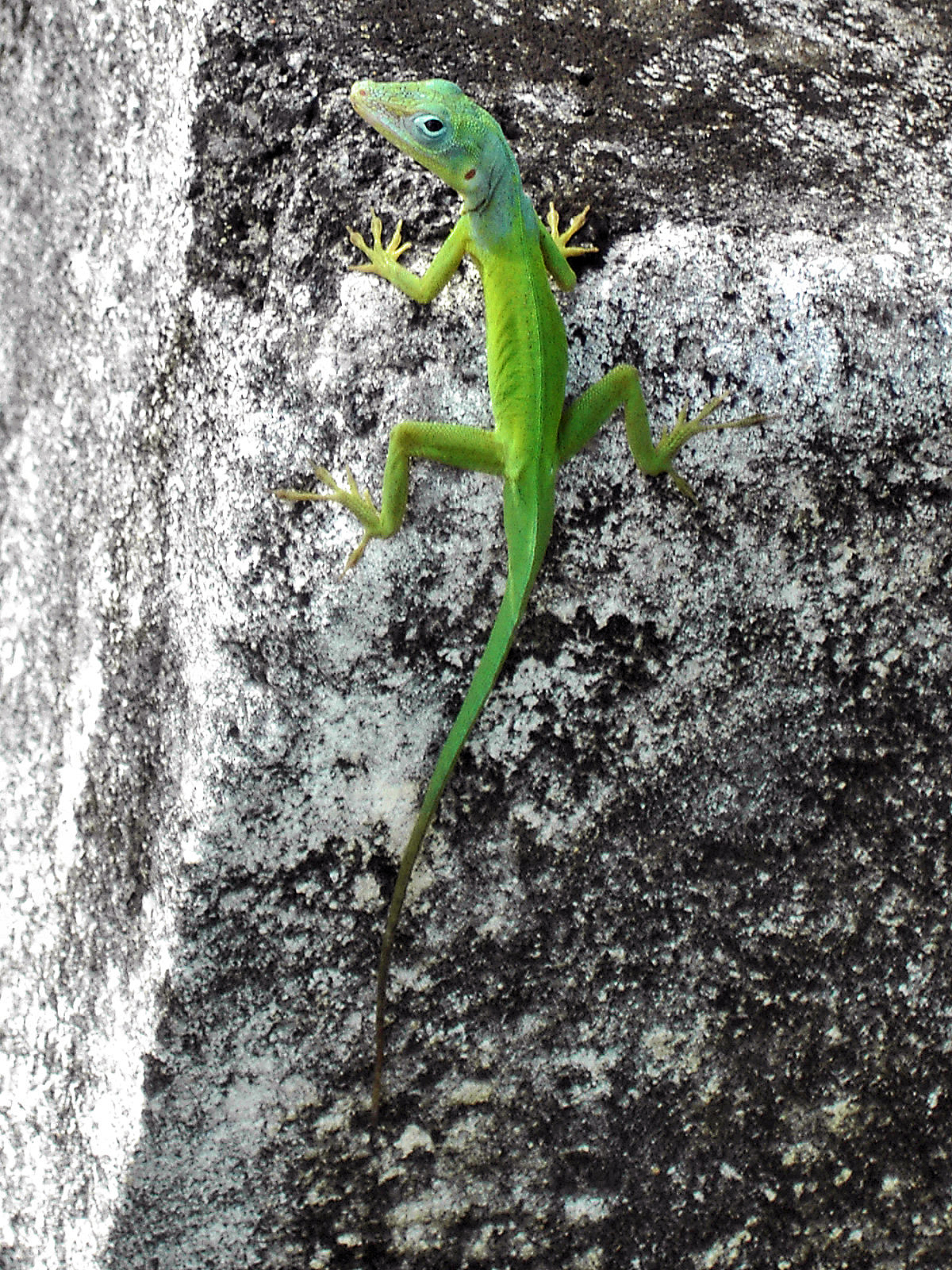
Anolis marmoratus
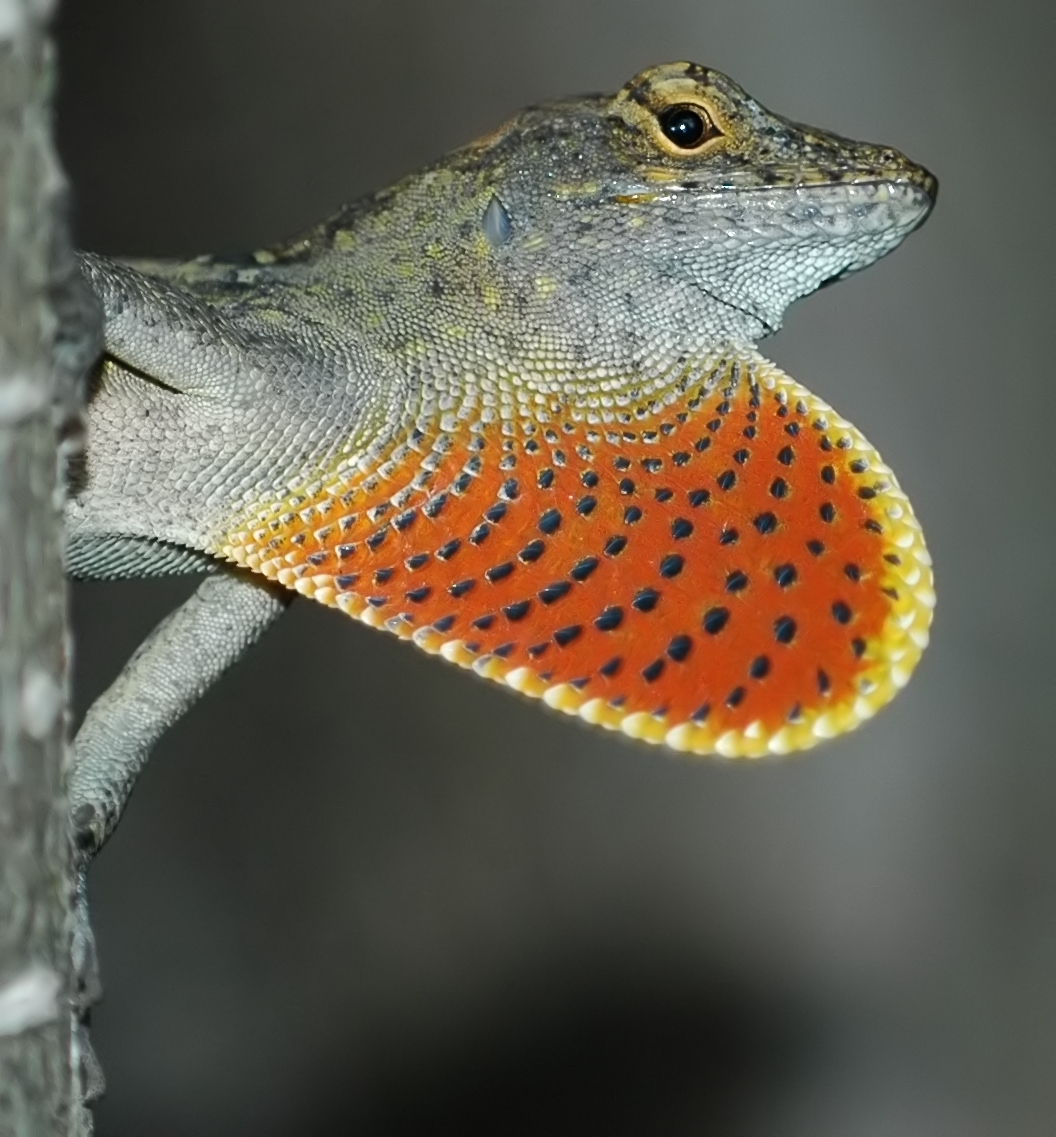
Anolis sagrei
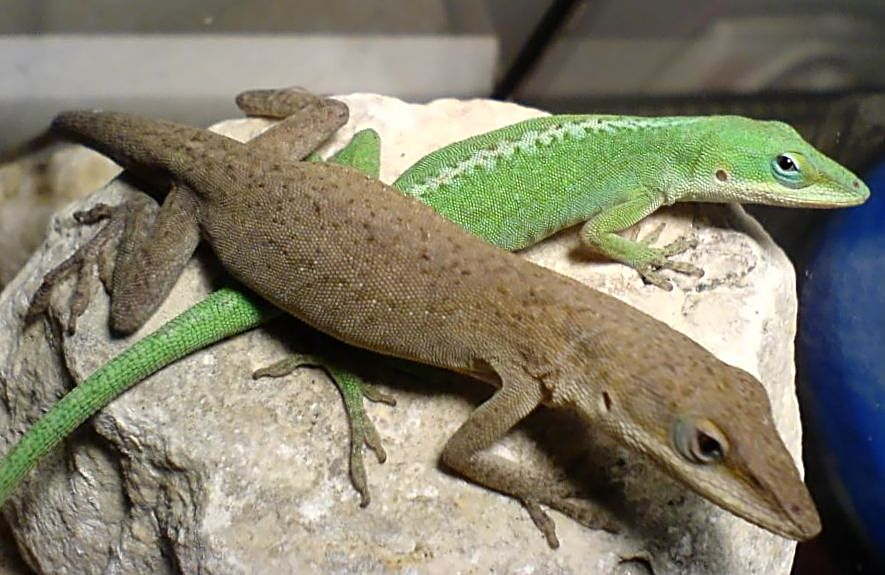
Hanne och hona av grön anolis (Anolis carolinensis)